# Mitrospingus
Genre
Le genre Mitrospingus regroupe deux espèces d'oiseau appartenant à la famille des Mitrospingidae.

## Espèces
Selon la classification de référence du Congrès ornithologique international (version 2.7, 2010) :
- Mitrospingus cassinii – Tangara obscur
- Mitrospingus oleagineus – Tangara à dos olive